# Биминијиска цеста
Биминијиска цеста (енгл. Bimini Road, позната и као Биминијиски зид) је назив за подводну камену формацију која се налази у близини острва северног Биминија на Бахамима. Пут је дугачак 0,8 km и састоји се од правоуглих кречњачких блокова. Многи мисле да је функција овог пута била да буде пристаниште, лукобран или зид.Међутим недостају докази који би потврдили да је овај пут стварно служио у ове сврхе.

## Историја
Овај пут је откривен 2. септембра 1968. када су Ј. Менсон Валентајн, Жак Мејол и Роберт Англо ронили и наишли на пут саграђен од кречњачких блокова. Овај пут су прегледали геолози, археолози, антрополози, професионални археолози, морски инжињери, рониоци као и многи други људи.